# Angelica furcijuga
Angelica furcijuga là một loài thực vật có hoa trong họ Hoa tán. Loài này được Kitag. mô tả khoa học đầu tiên năm 1971.